# Cymothoe hesiodina
Cymothoe hesiodina är en fjärilsart som beskrevs av Schultze 1908. Cymothoe hesiodina ingår i släktet Cymothoe och familjen praktfjärilar. Inga underarter finns listade i Catalogue of Life.